# ヒューリックみなとみらい

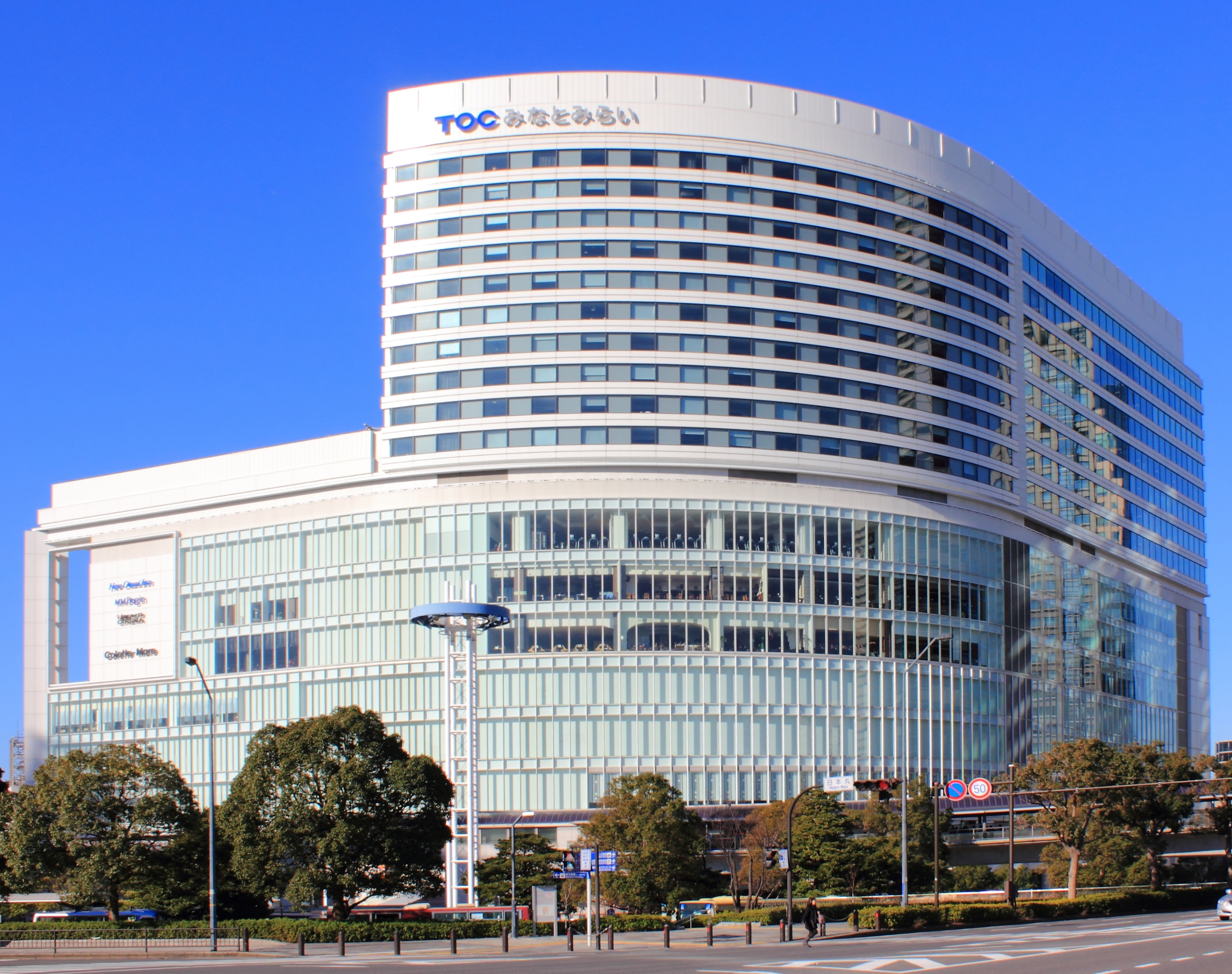
旧TOCみなとみらいの頃

ヒューリックみなとみらい（HULIC みなとみらい）は、神奈川県横浜市中区桜木町1丁目にある商業・オフィス・ホテルの複合ビル。旧称はTOCみなとみらい（テーオーシーみなとみらい）。

## 概要
ショッピングセンター、シネマコンプレックス、ホテル、フィットネスクラブ、オフィスなどが入居するみなとみらい地区28街区の複合ビルで、「TOCみなとみらい」として2010年3月19日に開業した（後述のとおり2017年12月には現名称に改称）。同地区の玄関口の一つである桜木町駅前（北東側）に立地しており、横浜ランドマークタワーへ続く動く歩道にも2階部分で接続している。また、2014年7月に新設された同駅北改札および商業施設「CIAL（シァル）桜木町」とも屋根伝いに接続している。

### テーオーシーによる売却
土地・建物共にテーオーシー (TOC) の所有であったが、これらを他社に譲渡（売却）することが2017年3月に公表された。土地についてはヒューリックが同年5月に取得し、商業施設含む建物は芙蓉総合リースが取得している（ただし、建物についても5〜10年後〈2020年代〉にヒューリックが追加取得する見通しとなっている）。建物の名称は同年12月1日より正式に現名称「ヒューリックみなとみらい」に改称されている。

## 入居施設・フロア構成
当ビルには主に以下の施設が入居している。
商業棟（低層部）
- コレットマーレ (B1-7F) - 130の物販店や飲食店が入居するショッピングタウン。
- 横浜ブルク13 (6-9F) - 神奈川県下最大のシネマコンプレックス。
- MM Begin (7-8F) - 横浜エリア最大級（延床面積3,735 m2）のフィットネスクラブ。

ホテル・オフィス棟（高層部）
- ニューオータニイン横浜プレミアム (10-19F)
- オフィスエリア（10-17F）
- サーブコープ (10F)（レンタルオフィス）

## 交通アクセス
- JR・横浜市営地下鉄ブルーライン桜木町駅徒歩1分
- みなとみらい線みなとみらい駅徒歩7分

## 参考情報
- 桜木町駅前に130店舗が出店する「コレットマーレ」-3月開業（ヨコハマ経済新聞 2009年12月25日）
- JR桜木町駅前に大型シネコン「横浜ブルク13」-2010年3月開業（ヨコハマ経済新聞 2009年12月23日）